# Виситаев, Адам Мовсарович
А́дам Мовса́рович Висита́ев (24 июля 1948 года, Закан-Юрт, Ачхой-Мартановский район, Чечено-Ингушская АССР, РСФСР, СССР) — канатоходец, Народный артист Российской Федерации (1994), рекордсмен книги рекордов Гиннесса.

## Биография
Впервые встал на канат в десять лет. Его родные были против, но он продолжал выступать. Много раз получал тяжёлые травмы и слышал от врачей, что двигаться больше не сможет.
В 1973—1984 годах — участник номера «Канатоходцы» (под руководством Яраги Гаджикурбанова), затем руководитель номера (1985—1988 годы). В 1988 году подготовил номер «Дуэт на канате», в котором партнёршей выступает его жена Айна Виситаева.
Трюк над Карадагским ущельем в Дагестане в августе 2002 года, когда Виситаев преодолел 53-метровый переход на высоте 194 метра, едва не стоил ему жизни. Это достижение занесено в Книгу рекордов Гиннесса. В планах Виситаева было покорение ущелья глубиной 1300 метров.
10 мая 2012 года упал с высоты 7 метров в Центре циркового искусства в Москве. Был госпитализирован с многочисленными переломами. До этого, за время работы цирковым артистом, пережил 19 переломов.
Супруги являются единственными в России исполнителями, которые от начала и до конца исполняют свои номера без страховки, хотя Адам падал шесть раз, его супруга — два.
Супруги живут в квартире, которую выхлопотал для них Юрий Никулин в 1995 году, когда узнал, что дом Виситаева в Чечне разрушен в ходе войны.